# Naoki Naito
Naoki Naito (født 30. maj 1968) er en tidligere japansk fodboldspiller.
Han har spillet for flere forskellige klubber i sin karriere, herunder Hitachi, Shimizu S-Pulse, Sanfrecce Hiroshima og Vissel Kobe.